# Olivier Delamarche
Olivier Delamarche, né le 9 février 1966, est un analyste économique connu pour être le chroniqueur de l'émission C'est Cash sur RT France.

## Biographie
Ancien membre de la Société française des analystes financiers (SFAF), il est notamment analyste puis sales trader chez Pinatton, Wargny et Leven[Quand ?].
Il crée sa propre Sicav en 2004, puis une société de gestion nommée Platinium Gestion en 2005 qu'il revend en 2014.
De 2009 à 2017, il est chroniqueur hebdomadaire sur BFM Business,. Il y prend très souvent des positions pessimistes, catastrophistes voire complotistes sur l'économie. La chaîne décide de ne pas le garder sur son antenne.   
Intervenant régulier chez RT France, chaîne de télévision financée par le Kremlin, il continue à participer aux émissions pro-russes après le début de l'invasion de l'Ukraine par la Russie, lorsque RT est interdite en Europe. Il migre alors avec une partie de l'équipe de la chaîne vers la plateforme Odysee, connue pour héberger de nombreux contenus conspirationnistes. Il contribue alors à relayer la propagande russe sur la guerre russo-ukrainienne.   